# Pomadasys perotaei
Espèce
Statut de conservation UICN

 LC  : Préoccupation mineure
Pomadasys perotaei est une espèce de poissons marins et d'eau saumâtre de la famille des Haemulidae.

## Description
Pomadasys perotaei peut mesurer jusqu'à 36 cm de longueur totale mais sa taille habituelle est d'environ 30 cm. Cette espèce est parfois confondue avec Pomadasys jubelini. Ce poisson se nourrit d'autres poissons, de crevettes, de crabes, de mollusques, d'annélides, de zooplancton et de détritus.

## Répartition
Ce poisson se rencontre dans l'Atlantique est, depuis les côtes du Sud de la Mauritanie jusqu'à celles du centre de l'Angola. Il est présent entre 8 et 159 m de profondeur.

## Systématique
Le nom valide complet (avec auteur) de ce taxon est Pomadasys perotaei (Cuvier, 1830).
L'espèce a été initialement classée dans le genre Pristipoma sous le protonyme Pristipoma perotaei Cuvier, 1830.
Pomadasys perotaei a pour synonymes :
- Pomadasis perotoei (Cuvier, 1830)
- Pomadasys peroteti (Cuvier, 1830)
- Pomadasys perotoei (Cuvier, 1830)
- Pomadasys perrotetti (Cuvier, 1830)
- Pristipoma perotaei Cuvier, 1830
- Pristipoma peroteti Cuvier, 1830

### Étymologie
Son épithète spécifique, perotaei, lui a été donnée en l'honneur du botaniste et voyageur français George Samuel Perrottet (1790-1870), qui a collecté l'holotype.